# Alicia Mead
Alicia Mead (* 23. Oktober 1995 in Nuneaton) ist eine englische Squashspielerin.

## Karriere
Alicia Mead spielt seit 2018 auf der PSA World Tour und gewann auf dieser bislang vier Titel. Der erste Titelgewinn gelang ihr in der Saison 2020/21, als sie sich im Mai 2021 in Sutton Coldfield den Titel nach einem Finalsieg gegen Torrie Malik sicherte. Im November desselben Jahres, aber bereits in der Saison 2021/22, folgte in Sutton Coldfield der zweite Titelgewinn. Erneut blieb Mead im Endspiel gegen Torrie Malik siegreich. Die beiden nächsten Turniersiege erfolgten in der Saison 2023/24. Im September bezwang sie im Finale des Turniers in Paderborn in fünf Sätzen Marta Domínguez. Zwei Monate darauf setzte sie sich im Endspiel in London in ebenfalls fünf Sätzen gegen Malak Khafagy durch. In der Weltrangliste erreichte sie ihre beste Platzierung mit Rang 44 am 20. Mai 2024.

## Erfolge
- Gewonnene PSA-Titel: 4